# الهوكي تحت الماء
الهوكي تحت الماء (UWH) ، المعروفة أيضاً باسم Octopush (بشكل رئيسي في المملكة المتحدة) هي رياضة جماعية محدودة عالميًا، حيث يتنافس فريقان من أجل تحريك الكرة في الجزء السفلي من حوض السباحة إلى مرمى الفريق المنافس عن طريق دفعه مع عصا الهوكي (pusher). نشأت في إنجلترا في عام 1954 عندما اخترع آلان بليك، مؤسس نادي ساوث سي إي أكوا للناشئين، اللعبة التي أطلق عليها اسم أكتوبوش كوسيلة لإبقاء أعضاء النادي مهتمين ونشطين خلال أشهر الشتاء الباردة عندما خسر الغوص في المياه المفتوحة. جاذبيته. لعبت الهوكي تحت الماء الآن في جميع أنحاء العالم، مع Confédération Mondiale des Activités Subaquatiques ، اختصار CMAS ، باعتبارها الهيئة الحاكمة في العالم. عقدت أول بطولة في العالم تحت الماء للهوكي في كندا في عام 1980 بعد بداية خاطئة في عام 1979 بسبب السياسة الدولية والفصل العنصري.الهوكي في الألعاب الأولمبية الصيفية 2012

## العب
1. ↑  "معلومات عن الهوكي تحت الماء على موقع enciclopedia.cat". enciclopedia.cat. مؤرشف من الأصل في 2021-03-10.

يتنافس فريقان من عشرة لاعبين أساسي واحتياطي، ستة لاعبين اساسيين في كل فريق يلعبون في وقت واحد. يتم استبدال اللاعبين الأربعة المتبقين بشكل مستمر في اللعب من منطقة استبدال، والتي قد تكون على سطح السفينة أو في الماء خارج منطقة اللعب، وفقًا لقواعد الدورات.
قبل بدء اللعب يتم وضع عفريت في وسط حمام السباحة، واللاعبين الانتظار في الماء بينما لمس الجدار فوق الهدف الذي يدافعون عنه. في إشارة البدء في اللعب (عادةً جرس أو غونغ)، يلعب الأعضاء في كلا الفريقين الحرية في السباحة في أي مكان في منطقة اللعب ومحاولة التسجيل عن طريق المناورة في هدف الخصوم. يحبس اللاعبون أنفاسهم [4] [5] أثناء الغوص إلى قاع البركة (شكل من أشكال توقف التنفس الديناميكي، كما هو الحال في الغوص الحر). يستمر اللعب حتى يتم تسجيل أي هدف، عندما يعود اللاعبون إلى حائطهم لبدء نقطة جديدة، أو الإشارة إلى حدوث كسر في اللعب من قبل الحكم (سواء كان ذلك بسبب خطأ أو مهلة أو نهاية فترة لعب).
تتكون الألعاب من شوطين يتراوح  الشوط عادةً ما بين عشرة وخمس عشرة دقيقة (حسب قواعد الدورات، و 20 دقيقة في دورات بطولة العالم), وفاصل زمني قصير بين الشوطين نصف الوقت لمدة ثلاث دقائق عادةً. في نهاية الوقت، ينتقل الفريقان.
تشكيل اللعب النموذجي هو 3-3 (ثلاثة لاعبين هجوميين أو مهاجمين، وثلاثة لاعبين دفاعيين أو ظهورهم) منها 3-2-1 (ثلاثة إلى الأمام، واثنان من لاعبي وسط الميدان وظهر) هو شكل مختلف. وتشمل الخيارات الأخرى 2-3-1 (أي اثنين من المهاجمين، وثلاثة في منتصف الميدان، والظهر)، 1-3-2، أو 2-2-2. التشكيلات عادة ما تكون متقلبة جدا وتتطور باستمرار مع فرق وطنية مختلفة كونها مؤيدة لتعديلات معينة في التشكيلات، مثل نيوزيلندا مع تشكيلتها «صندوق» (2-1-2-1). من الأهمية بمكان بالنسبة لاستراتيجية تشكيل فرق البطولة أن تكون إستراتيجية الاستبدال. قد تؤدي أخطاء الاستبدال إلى خطأ (الكثير من اللاعبين في منطقة اللعب) يمكن أن يؤدي إلى إرسال لاعب من الفريق المخالف، أو ربما خطأ تكتيكي (مع وجود عدد قليل جدًا من المدافعين في اللعب).
هناك عدد من العقوبات الموصوفة في قواعد الهوكي تحت الماء الرسمية، تتراوح من استخدام العصا ضد شيء ما (أو شخص ما) بخلاف الصولجان، أو اللعب أو وقف العفريت مع شيء آخر غير العصا، و «المنع» (التداخل النفس بين زميل الفريق الذي يمتلك الصولجان وخصم؛ واحد يسمح له بلعب الصولجان ولكن ليس فقط منع المعارضين بجسد المرء). إذا كانت العقوبة بسيطة، يمنح الحكام فرصة الفوز: يتم إرجاع الفريق الذي ارتكب الخطأ إلى 3 أمتار (9.8 قدم) من البطة، في حين يحصل الفريق الآخر على امتلاك حر. بالنسبة للعقوبات الكبرى مثل تمرير خطير (على سبيل المثال ضرب رأس الخصم) أو أخطاء متعمدة أو متكررة، قد يخرج الحكام اللاعبين لفترة محددة من الزمن أو ما تبقى من اللعبة. قد يعاقب المدافع الذي ارتكب خطأ خطيرا بما فيه الكفاية قريبة من هدفه الخاص عن طريق منح ركلة جزاء أو حتى ضربة جزاء للفريق لاعب الاغتصاب. وبما أن هذه الرياضة هي رياضة تحت الماء، فقد لا يكون المتفرجون السطحيون على علم بماهية الهوكي تحت الماء.
غالباً ما يكون اللاعبون الأكثر نجاحاً في هذه اللعبة هم السباحون الأقوياء، ولديهم قدرة كبيرة على الاحتفاظ واستنشاق أنفاسهم، وهم قادرون على إنتاج سرعة رائعة تحت الماء مع إظهار المهارات المكتسبة في التحكم في القفزة. من المهم أيضًا أن يكونوا قادرين على العمل بشكل جيد مع أعضاء فريقهم والاستفادة الكاملة من مهاراتهم الفردية.

## إصابات
على الرغم من أن رياضة الهوكي تحت الماء هي رياضة جماعية محدودة، إلا أن هناك خطر كبير للإصابة، العديد من الإصابات هي إصابات رياضية نموذجية مثل الالتواءات، العضلات الممزقة والخدوش الخفيفة. قد تشمل المزيد من الإصابات الكبرى الآثار الصعبة أو التخفيضات العميقة على الرأس، أو صدمة الأسنان، ولكن هناك أيضًا خطر التعرض للإصابة التي تهدد الحياة بسبب الإصابة على الرأس،
التحكيم باللعبة هما اثنان أو ثلاثة حكام مائي، (أي في البركة مع معدات غطس كاملة، ويرتدي قبعة حمراء مميزة وقفازات برتقالية وقميص أصفر ذهبي) لمراقبة اللعب والحكم في قاع البركة، وواحد أو أكثر بجانب المسبح الحكام على سطح السفينة لتعقب الوقت (سواء في الفترة أو لكل لاعب طرد)، والحفاظ على النتيجة، والخطأ نداء (مثل عدد مفرط من اللاعبين في اللعب، والفشل في بدء نقطة من نهاية منطقة اللعب، أو خطأ آخر قادرة على ارتكاب أو لاحظت من السطح). يستجيب الحكم (رئيس) سطح السفينة لإشارات اليد التي يطلقها حكام المياه لبدء اللعب والتوقف عنه، بما في ذلك بعد انقطاع مثل المخالفة أو المهلة، أو في الواقع للتوقف عن اللعب إذا كانوا أنفسهم يشاهدون انتهاكًا للقاعدة.

## التاريخ
بدأت الهوكي تحت الماء في المملكة المتحدة من قبل آلان بليك في عام 1954. كان بليك أحد مؤسسي نادي Southsea Sub-Aqua الذي تم إنشاؤه حديثًا (نادي Sub-Aqua Club No.9) وغواصين آخرين بما فيهم John Ventham و Jack Willis ، ولعب فرانك ليليكر لأول مرة هذه اللعبة في Eastney حمام سباحة، بورتسموث، إنجلترا. يسمى في الأصل "Octopush" (ولا يزال معروفًا محليًا بهذا الاسم في المملكة المتحدة اليوم) القواعد الأصلية تدعو إلى فرق من ثمانية لاعبين (وبالتالي "octo-")، وهي لعبة بات نتذكرنا بعصا شوفلبورد صغيرة تسمى "pusher" (ومن ثم، فإن «طقطقة»، وهي كرة صغيرة غير مصقولة تسمى «الحبار»، وهدف يعرف في البداية باسم «الحلاقة»، ولكن بعد ذلك بفترة وجيزة أصبح «غول». وبصرف النظر عن 'pusher' وإلى حد أقل 'Octopush' ، فإن الكثير من هذه المصطلحات الأصلية أصبحت الآن مرسومة للتاريخ.
تم اختبار القواعد الأولى في عام 1954 بمباراة لشخصين، وتم الإعلان عن ذلك في عدد نوفمبر 1954 من نبتون، وهي النشرة الإخبارية التي تصدر في وقت لاحق من نادي Sub-Aqua البريطاني. كانت مسابقة Octopush الأولى بين الأندية عبارة عن بطولة ثلاثية بين فرق من Southsea و Bournemouth و Brighton في أوائل عام 1955. وفاز Southsea في ذلك الحين، ولا تزال تحتل مرتبة عالية على المستوى الوطني اليوم (فازوا مرة أخرى في 2009 و 2012 و 2014).
انتشرت هذه الرياضة إلى دربان، جنوب أفريقيا في منتصف / أواخر الخمسينيات من القرن العشرين من قبل صيادي البحر في نادي ديربان تحت البحر، عندما منعت البحار الصيفية القذرة الدماء الشابة من الحصول على تمارينهم الأسبوعية والإثارة. لعبت الألعاب الأولى في بركة عضو النادي ماكس دوفتون. ومع ذلك، سرعان ما أصبحت شعبية حتى أن المسابقات الأسبوعية عقدت في تجمع البلدية. استخدم الهوكي تحت الماء في المملكة المتحدة مجدافًا صغيرًا لدفع العجلة بينما استخدم الجنوب أفريقيين عصا الهوكي الصغيرة. في الوقت الذي انتشرت فيه نسخة «العصا الطويلة» لهوكي تحت الماء خارج جنوب أفريقيا، سرعان ما انتصرت نسخة «العصا القصيرة» في المملكة المتحدة وهي الطريقة التي يتم بها لعب UWH عالمياً الآن.
في الأمريكتين، جاءت اللعبة أولاً إلى كندا في عام 1962 عبر Norm Leibeck ، وهو مدرب غوص أسترالي غير تقليدي ومالك متجر للغطس، قدم هذه الرياضة إلى نادي الغوص في فانكوفر. بعد مرور عشر سنوات، تشكلت رابطة تحت الماء للهوكي في كولومبيا البريطانية (UHABC) وتلقت الدعم من حكومة BC.
أسفل تحت، تم لعب الهوكي تحت الماء في أستراليا منذ عام 1966، مرة أخرى بسبب نورم ليبك، الأسترالي نفسه، الذي عاد من كندا مع عروسه الكندية مارلين، وهو الآن يجذب اللاعبين من مجموعة واسعة من الخلفيات هناك. عُقدت أول بطولة أسترالية للهوكي تحت الماء في مارجريت ريفر، غرب أستراليا في عام 1975. وأضيف قسم المرأة إلى البطولات في عام 1981 وبدأ قسم صغير في عام 1990.
في آسيا، جاءت اللعبة لأول مرة إلى الفلبين في أواخر السبعينات من خلال مجتمع الغوص الذي أصبح على بينة من Octopush.
يعتبر فيلم Pathe البريطاني من لعبة مبكرة في Aldershot Lido في عام 1967 دليلاً على تطور هذه الرياضة من حيث المعدات وأسلوب اللعب. يمكن ملاحظة أن اللعبة كانت أبطأ بكثير ولم يتم دحرجة البطة على الإطلاق، على النقيض من الرياضة الحديثة من حيث ساعدت التغييرات الكبيرة في المعدات وحجم الفريق وعوامل أخرى على جعل اللعبة الرياضة الدولية اليوم، مع 68 فريقا من 19 بلدان تتنافس في بطولة العالم  في عام 2013 في Eger في المجر مما يجعل هذا قمة من حيث المنافسة الدولية حتى الآن.